# Johannes Ewich
Johannes Ewich (* 1525 in Hoerstgen; † 7. Februar 1588 in Bremen, auch: Euwyck, Ewych, van Ewick und von Ewich, latinisiert: Ewichius, auch: Äonius) war 1556 Reformator in Hoerstgen, um 1561 der erste graduierte Arzt in Duisburg und von 1562 bis zu seinem Tode Stadtphysikus in Bremen. Ferner wirkte er am dortigen Gymnasium illustre als Professor für Medizin. In seinen Briefen und Druckschriften trat er vor allem mit Untersuchungen zum Wesen der Pest aus medizinischer und sozialer Sicht sowie als Kritiker der Hexenverfolgungen hervor.

## Leben
Ewich wurde im damals Klevischen Frohnenbruch, das zur Bürgermeisterei Hörstgen am linken Niederrhein gehörte, geboren. Seine schulische Ausbildung erhielt er im niederländischen Deventer bei den „Brüdern vom gemeinsamen Leben“ (niederländisch Broeders van het gemeene leven), einer katholischen Bruderschaft, die in den Niederlanden im Zuge der als Devotio moderna bekannten Frömmigkeits- und Erneuerungsbewegung um Geert Groote entstanden war. Als Schüler der Fraterherren in Deventer erwarb Ewich im Rahmen einer umfassenden Ausbildung seine Kenntnisse der lateinischen Sprache. Hier wurde er erstmals mit der Pest konfrontiert.
Er begann ein Studium der Philosophie und Rechtswissenschaft in Köln und ist für das Jahr 1544 als Student Joh. Ewych Geldriensis in der Matrikel der Universitas Studii Coloniensis verzeichnet; die Bezeichnung Geldriensis verweist nicht auf das Gebiet der Stadt Geldern, sondern auf den Umstand, dass das adelige Haus Frohnenbruch und das zugehörige Dorf Hoerstgen zu dieser Zeit noch geldrische Lehen waren. Die Zulassung zum Bakkalaureat an der Artistenfakultät erfolgte am 30. Mai 1544. Ewich war ferner Magister artium sowie Bakkalaureus beider Rechte, also des römischen und des kanonischen Rechts.
Nach Abschluss seines Studiums wurde Ewich von 1545 bis 1547 Lehrer an der Lateinschule in Essen.
Die Einführung des reformierten Bekenntnisses in der Herrschaft Frohnenbruch-Hoerstgen erfolgte 1556/57. Als „treibende Kraft“ der Reformation in Hoerstgen gilt nach der 1897 veröffentlichten Kirchengeschichte ein „tüchtiger, leider unbekannter Arzt“. Dieser „Arzt“ oder Student der Medizin war Johannes Ewich. Der Reformationshistoriker Werner Teschenmacher würdigt „Joh. Ewichius Horstanus medicus“ als verdienten Förderer des reformierten Bekenntnisses. Ewich, dem „hauptsächlich“ die „Einführung der reinen Lehre“ in Hoerstgen zugeschrieben wird, soll zur Zeit der Reformation bei Gotthard von Milendonk auf Haus Frohnenbruch gelebt haben.

## Wirken als Mediziner
Er unternahm Reisen nach Frankreich, wo er 1556 ein Medizinstudium in Paris begann und wo er nach eigener Aussage „im Münch Collegio“ lebte. Er setzte seine Studien der Arzneikunde in Toulouse und Venedig fort und wechselte 1557 an die Universität Padua. 1559 wurde Ewich dort zum Doktor der Medizin promoviert, kehrte in die Heimat zurück und ließ sich zunächst in Hörstgen nieder. Hier vermählte er sich mit Maria van Augry; aus dieser Ehe sollen „mehrere Söhne“ hervorgegangen sein. Ewich wurde „um 1561“ der erste graduierte Arzt in der zum Herzogtum Kleve gehörenden Stadt Duisburg.
Anschließend begab er sich, um der religiösen Verfolgung zu entgehen, in die zu dieser Zeit zunehmend calvinistischer geprägte Hansestadt Bremen, wo er 1562 vom Rat der Stadt zum amtlicher bestellten Arzt (Stadtphysicus) ernannt wurde. Als Inhaber dieses Amtes führte er zugleich die Dienstaufsicht über die örtlichen Apotheker sowie über die Bader und Chirurgen. Die Stadt Bremen gewährte ihrem Physikus neben einer kostenfreien Wohnung und der Befreiung von den bürgerlichen Abgaben ein recht großzügig bemessenes Honorar von 100 Reichstalern. Ferner durfte er als städtischer Gesundheitsbeamter zugleich eine eigene Arztpraxis führen.
1582 veröffentlichte Ewich in Neustadt an der Weinstraße seinen Leitfaden der Gesundheitspolizei De officio fidelis et prudentis magistratus tempore pestilentiae rempublicam a contagio praeservandi liberandique libri duo, der in umfassender Weise die Praxis der Vorbeugung und Behandlung der Pest darstellt. Nach kurzer Zeit lagen bereits eine deutsche und eine englische Übersetzung vor. Es folgte Die Pestilenz ob sie eine anfällige Seuche sei und in wiefern ein Christenmensch weichen möge, zwei Fragen, eine weitere Schrift, die sich mit der Pest befasste.
1584 erschien seine Schrift De sagarum quas vulgo veneficas appellant (…). Darin erwähnt er auch die Hoerstgener Familie von Milendonk, genauer deren Töchter, die an der Nahe verheiratet und angeblich behext war. Vermutlich handelte es sich um Alveradis (Alberta) von Milendonk († 1564), in erster Ehe mit Philipp Dietrich von Braunsberg († 1551) zu Burgbrohl verehelicht war.
Als man im Jahre 1584 in Bremen die Lateinschule im Katharinenkloster, das heutige Alte Gymnasium, in ein Gymnasium illustre (in der Reformationszeit eine Mischform aus höherer Schule und Hochschule) umwandelte und damit zugleich aufwertete, wurde Ewich dort der erste Professor für Medizin. Seine Rede über das Buch De natura humana des Hippokrates zur Eröffnung des Gymnasiums am 15. Oktober 1584 ist ebenfalls gedruckt überliefert. Sein Nachfolger als Stadtphysicus wurde der niederrheinische Arzt Gerhard Baumann, der das Amt von 1589 bis zu seinem Tod am 6. April 1609 ausübte.
Ewich wurde in der Bremer Ansgarii-Kirche beigesetzt. Die überlieferten Inschriften seines „von den Erben“ errichteten Epitaphs würdigten ihn nicht nur als einen verdienten Mediziner, sondern auch als einen „sehr sorgfältigen Erforscher der heiligen Schrift“ und „gründlichen Kenner verschiedener Volks- und Literatursprachen“, der sich durch „Frömmigkeit“ und „Menschlichkeit“ ausgezeichnet habe. Auch Ewichs Wahlspruch wurde auf dem Grabmal inschriftlich dokumentiert: „Beten muss man, dass ein gesunder Geist in einem gesunden Körper wohne. Jenes bewirkt Gottes Wort. Aber dieses die ärztliche Kunst.“ Das Renaissanceepitaph wurde am 1. September 1944 bei einem Bombenangriff zerstört.

## Leistungen
Ewich gehört ebenso wie Johann Winter von Andernach, Johann Vochs (geb. 1508) aus Köln, Johann Weyer aus Grave an der Maas, mit dem er befreundet war, und Reiner Solenander aus Büderich zu den verhältnismäßig wenigen herausragenden Theoretikern und Praktikern, die das Rheinland im Laufe des 16. Jahrhunderts der Heilkunde geschenkt hat. Als Anhänger Galens musste Ewich zwar die Kontagiosität oder Ansteckungsfähigkeit, also die Krankheitsübertragung von Mensch zu Mensch oder von Tier zu Mensch, ablehnen. In seiner Funktion als Gesundheitsbeamter hingegen trug Ewich der Möglichkeit der Kontagiosität in praktischer Hinsicht durchaus Rechnung. Sein Buch De officio (…) enthält auch bis dahin noch nicht vorgebrachte Vorschläge für eine zweckmäßige Organisation des Gesundheitswesens in Bremen, für eine allgemeine Verbesserung der hygienischen Verhältnisse und für großzügigere Baumaßnahmen. Ewich, der mit den theologischen und medizinischen Fragestellungen seiner Zeit bestens vertraut war, verstand es, diese theoretischen Kenntnisse mit seinen eigenen Praxiserfahrungen als Stadtarzt zu verbinden. Er hat sich „um die Hebung der Arzneiwissenschaft besonders verdient gemacht“. Zugleich weisen Ewichs Ausführungen zur Hexenthematik ihn als einen „aufgeklärten Mann“ aus, „der seinem Zeitalter voranging“.

## Werke
Für eine vollständige Übersicht der erhaltenen Druckschriften Ewichs siehe das Verzeichnis der im deutschen Sprachbereich erschienenen Drucke des 16. Jahrhunderts (VD 16).
Theologische Schriften
- Von dem Kindertauff/ Bestendiger und klarer Gegenbericht/ wider das ungegründetes büchlein eines Widertäuffers/ welchs er genant hat/ Ein schon klar Bericht und anzeigung des wahrhafftigen Tauffs Johannis/ Christi/ und seiner Aposteln. Item zween Sendbrieff Sebastiani Francken/ von auffhebungen aller Kirche ordnungen und policey/ vor nie in Truck außgangen. Mit einseitiger warer Widerlegung der selbigen/die einigkeit der Kirchen Christi zu besonderen/und allerley Secten und Ketzereien dieser zeit zu wehren/fast dienlich und nützlich. An eine Gotsfürchtige Jungfraw vom Adel geschrieben. o. O. 1563 (dfg-viewer.de).

Medizinische Schriften
- De officio fidelis et prudentis magistratus tempore pestilentiae rempublicam a contagio praeservandi liberandique libri duo. Matthäus Harnisch, Neapoli Nementum (Neustadt/Weinstraße) 1582.

- deutsch: Pestilentzordenunge Nützer und notwendiger underricht, von dem Ampt der Obrigkeit, in Pestilentzzeiten, wie durch ihren fleis die Pestilentz verhütet, und da dieselbe eingerissen, gedempfft werden könne. Halberstadt 1583 und Mühlhausen 1597.
- deutsch: Vom Ampt einer getrewen, verstendigen und weysen Obrigkeit, wie und welcher massen sie eine gemeine Stadt zur Pestilentzzeit fur dem ansteckenden Gifft praeserviren, verwahren und entledigen sol. Levin Brauns/Michael Lantzenberger, Magdeburg/Leipzig 1608.
- englisch: The duetie of a faithfull and wise Magistrate, in preseruing and deliuering of the eommon wealth from infection in the time of the plague or pestilence. Written in Latine by Iohn Ewich, ordinary phisition of the woorthie common wealth of Breame, and newlie turned into English by Iohn Stockwood schoolemaister of Tunbridge. Thomas Drawson, London 1583.

- Oratio in qua praeter brevem scholarum commendationem, agitur de vita antiquissimi scriptoris Hippocratis, et nova Philippi Paracelsimi licina. Arnold Wesselius, Bremen 1584.
- De officio fidelis et prudentis magistratus tempore pestilentiae rempubl(icam) à contagio praeservandi liberandique libri 2; inscripti olim senatui reip. Bremens. Arend Wesselius, Bremen 1656.

Schriften zur Hexenthematik
- De sagarum (quas vulgo veneficas appellant) natura, arte, viribus et factis: item de notis indicisque, quibus agnoscantur: et poena, qua afficiendae sint. Theodor Gluichstein, Bremen 1584 (historicum.net).
  - deutsch: Von der Hexen, Die man gemeiniglich Zauberin nennet, oder auff niedersechsisch Töuerschen, Natur, Kunst, Macht und Thaaten, Item von den Merckzeichen da bey sie zu erkennen und straff, damit sie zu züchtigen Ein billich und rechtmessiges bedencken; Mit einverleibter erklerung, was von der wesentlichen verenderung und wasser prob der Hexen zu halten sey. Dietrich Gloichstein, Bremen 1585.